# Контраст
Контрастът представлява разликата между две неща.
В света на визуалната техника контрастът представлява разликата между два пиксела на екрана. Когато става дума за контраст на цветовете, понятието добива по-различно значение, а именно противопоставяне на предмети, които трябва да бъдат сравнени или казано по-просто разликата между тях. Контрастът е яркостно или цветово съотношение на елементите в картината. Малкият контраст прави картината неразбираема, въпреки високата яркост ние „не виждаме“. Големият контраст отделя предметите и елементите, прави ги различни, несвързани.
В контекста на лингвистиката понятието дефинира различие между думи.